# 420
Cette page concerne l'année 420  du calendrier julien. Pour l'année 420 av. J.-C., voir 420 av. J.-C. Pour le nombre 420, voir 420 (nombre). Pour les autres significations, voir 420 (homonymie).
L'année 420 est une année bissextile qui commence un jeudi.

## Événements
- 6 juillet[1] : en Chine, Liu Yu, ancien savetier devenu général détrône le dernier Jin Gongdi et se proclame empereur à Nankin sous le nom de Song Wudi. Sa dynastie (Song du Sud, à ne pas confondre avec leurs homonymes de la période 1127-1279) règne jusqu’en 479. Il se heurte au royaume Wei du Nord des Tuoba (ou Tabghatch)[2].

- 8 août : en Perse, Vahram V monte sur le trône (ou 421)[3]. Il entre en guerre immédiatement contre l'Empire romain d'Orient pour des questions religieuses.
- Le comte d'Hispanie Asterius débloque les Suèves d'Herméric assiégés par les Vandales de Gondéric in montibus Nerbasis en Gallaecia. Le vicaire Maurocellus leur inflige de lourdes pertes dans une rencontre à Bracara (Braga), mais ne peut les empêcher de franchir le Douro et de passer en Bétique[4].

## Naissances en 420
- Majorien, empereur romain d'Occident.
- Domninos de Larissa (mort vers 480), mathématicien helléniste syrien.
- Geneviève de Paris, sainte française, patronne de la ville de Paris, du diocèse de Nanterre et des gendarmes
- Budic d'Armorique, roi légendaire d'Armorique.
- Einion Yrth ap Cunedda, roi légendaire de Gwynedd.
- Mar ap Ceneu, roi du Hen Ogledd.

## Décès en 420
- 30 septembre : Jérôme de Stridon, traducteur de la Bible de l'hébreu en latin (vulgate).
- Sulpice Sévère, écrivain chrétien, en Gaule (365-420).
- Yazdgard Ier, roi sassanide de Perse.